# Emmy Internacional 1991
A 19.ª cerimônia de entrega dos International Emmys (ou Emmy Internacional 1991) aconteceu em 25 de novembro de 1991 no hotel New York Hilton Midtown em Nova York, Estados Unidos, e teve como apresentador o ator inglês Roger Moore. A cerimônia de premiação foi exibida em 28 de dezembro pelo canal A&E e transmitida para mais de 20 países incluindo Itália, Alemanha, Austrália, Espanha, Japão e China.

## Cerimônia
Os indicados aos Emmys internacionais foram anunciados pela Academia Internacional das Artes e Ciências Televisivas (IATAS) em 10 de novembro de 1991. Um total de 18 programas foram selecionados para disputar os prêmios em seis categorias, sendo 14 deles falados em inglês, incluindo todos os indicados nas categorias de documentário de artes, programa de artes populares e programa infanto-juvenil. O Reino Unido foi responsável por 10 das 18 nomeações. Três programas australianos foram indicados, seguido pelo Canadá com duas indicações, e França, Espanha e Alemanha com uma cada.
Além dos prêmios para programação, a Academia Internacional homenageou Henry P. Becton Jr., presidente e gerente geral da Fundação WGBH, com o Directorate Award e o documentarista Adrian Cowell, com o Founders Award. A cerimônia de premiação foi produzida por Joseph Cates, e transmitido pela web italiana RAI.

## Vencedores
| Melhor Drama | Melhor Programa de Artes Populares                                                                                                   |
| --- | --- |
| - The Black Velvet Gown - () (Tyne Tees TV) - The World of Eddie Weary - () (Yorkshire TV) - The End of Innocence - () (WDR/Redaktion Fernsehspiel) | - '''The Curse of Mr. Bean - () (Thames TV) - Whose Line Is It Anyway? - () (Channel 4) - The Kids in the Hall - () (CBC)            |
| Melhor Documentário de Artes | Melhor Documentário |
| - Damned in the USA - () (Channel 4) - Naked Hollywood — Funny for Money - () (BBC) - Menuhin: A Family Portrait - () (Isolde Films)                | - Cambodia: The Betrayal - () (Central TV) - El caso 112 - () (TVE) - Chasseurs des ténèbres - () (Antenne-2/MDI/Nat Geo/Wind Horse) |
| Melhor Performance Artística | Melhor Programa infanto-juvenil |
| - Le Dortoir - () (Rhombus Media) - Les Huguenots - () (ABC) - The Cunning Little Vixen - () (BBC)                                                  | - The Fool of the World and the Flying Ship - () (Thames TV) - Johnson and Friends - () (ABC) - Boy Soldiers - () (ACTF)             |

## Múltiplas vitórias
Por país
| N.º de vitórias | País        |
| --------------- | ----------- |
| 5               | Reino Unido |